# Luís Pedro
Luís Pedro (Luanda, 27 april 1990) is een Angolees betaald voetballer met de Nederlandse nationaliteit die bij voorkeur als aanvaller speelt. Hij was Nederlands jeugdinternational.

## Clubvoetbal
Pedro werd geboren als zoon van een Portugese vader en een moeder uit Angola. Hij speelde in de jeugd bij MVV en werd daar ontdekt door Feyenoord. Pedro doorliep de jeugdopleiding van Feyenoord en werd onder meer topschutter van de Eredivisie voor A-junioren in het seizoen 2007/2008.
Tijdens de voorbereiding op het seizoen 2008/2009 haalde trainer Gertjan Verbeek de aanvaller bij de selectie. Op 13 november 2008 maakte Pedro als invaller in de bekerwedstrijd tegen HHC Hardenberg (1-5 winst) zijn officiële debuut in het eerste van Feyenoord. Hij trof tijdens deze wedstrijd twee keer doel. Op 16 november debuteerde hij in de Eredivisie tegen FC Twente en speelde dat seizoen negen competitieduels. Hoewel hij als A-junior nog geen vaste plaats had in de hoofdselectie, werd zijn contract verlengd tot de zomer van 2011.
Tijdens het seizoen 2009/10 maakte Pedro vooral deel uit van het belofteteam, maar trainde hij geregeld mee met de eerste selectie. Hij kwam niet aan spelen in het eerste elftal toe, waardoor hij na de winterstop verhuurd werd aan het in de Eerste divisie spelende Excelsior. Pedro maakte er in zijn tweede wedstrijd twee goals. In zeventien duels voor Excelsior scoorde hij tien doelpunten. Hij verloor in de laatste weken van het seizoen niettemin zijn basisplaats, waarna trainer Mario Been hem vertelde dat hij niet voorkomt in de toekomstplannen van Feyenoord. Daarop werd zijn contract ontbonden, waarop Go Ahead Eagles hem transfervrij inlijfde.
In januari 2013 werd bekend dat Pedro vertrok naar Botev Plovdiv, een club uit Bulgarije. In het seizoen 2014/15 speelde hij voor Levski Sofia. In juni 2015 werd hij gecontracteerd door FCM Târgu Mureș, de nummer twee van Roemenië in het voorgaande seizoen. Daarmee won hij op 8 juli 2015 de Roemeense supercup door regerend kampioen Steaua Boekarest met 1-0 te verslaan. Eind januari 2016 werd zijn contract ontbonden. In maart van dat jaar sloot hij na een stage aan bij het Engelse Carlisle United FC. In september 2016 ging hij bij MVV Maastricht spelen. In juni 2017 werd aangekondigd dat Luis Pedro zijn carrière zou vervolgen bij FC Volendam. Na één seizoen hield Pedro het voor gezien bij Volendam. Hij hield zijn conditie op peil bij de Nordin Wooter Academy en sloot in januari 2019 aan bij FC Lienden dat uitkomt in de Tweede divisie. In augustus 2019 sloot hij aan bij SV TEC. In het seizoen 2020/21 zat hij wederom zonder club. In augustus 2021 sloot hij aan bij het Slowaakse FC Nitra dat uitkomt in de 3. slovenská futbalová liga. In februari 2022 ging Pedro naar ND Ilirija 1911 dat uitkomt in de 2. slovenská futbalová liga.